# نقب‌پیما

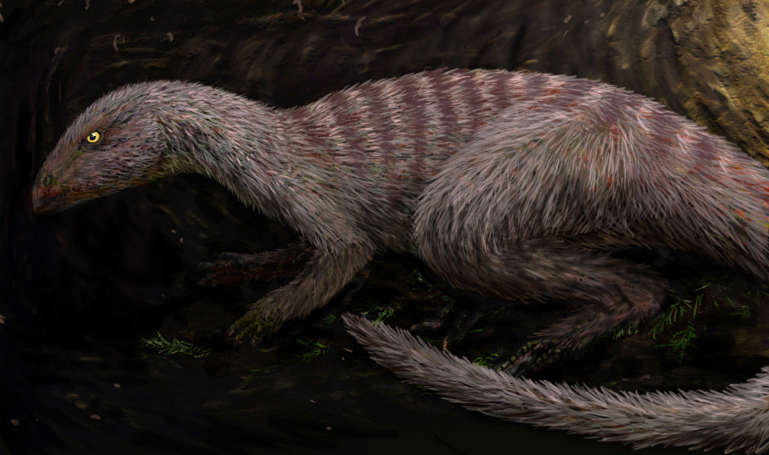
بازنمایی یک نقب‌پیما در سوراخش

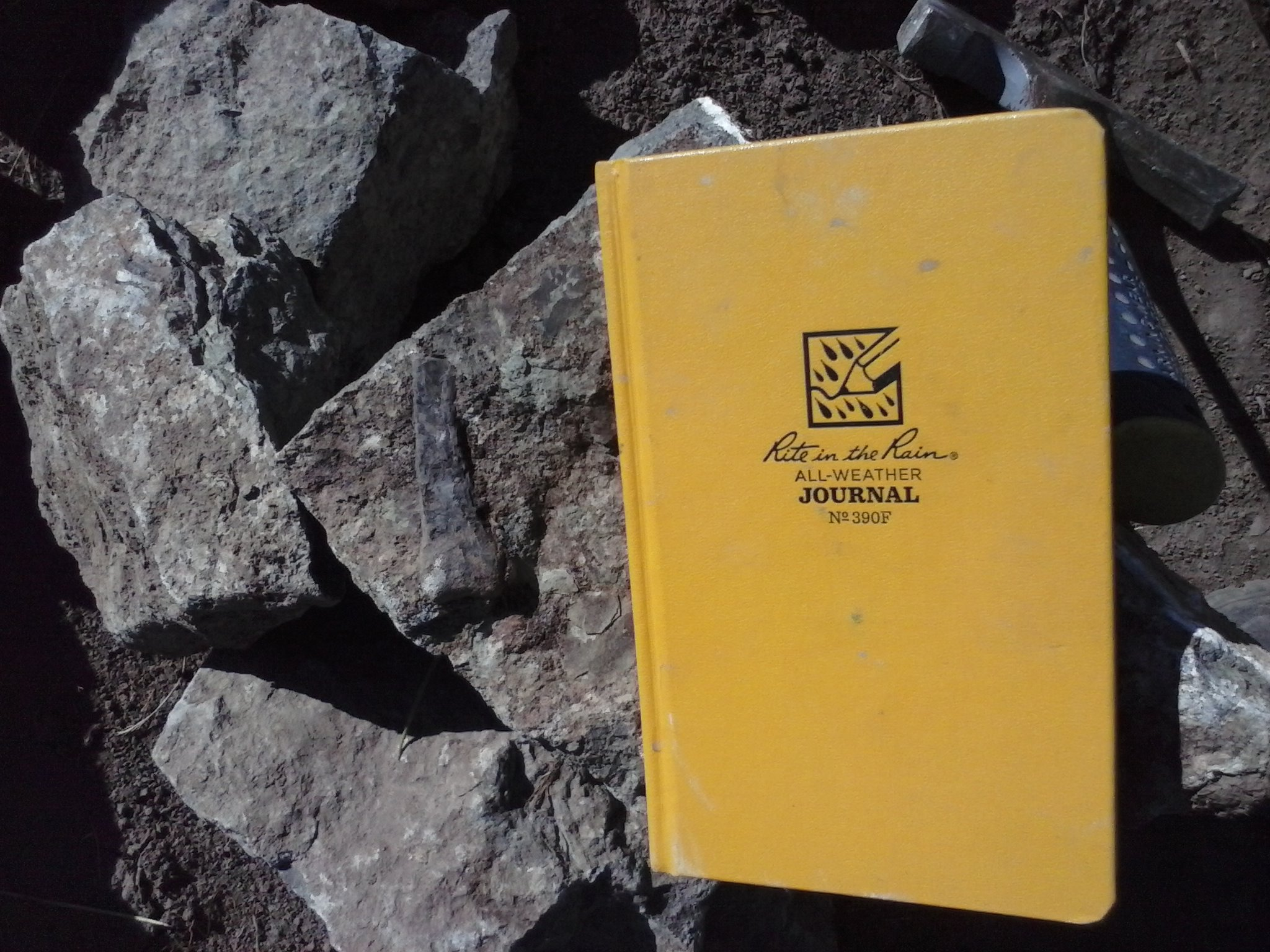
متاتارسال در محل

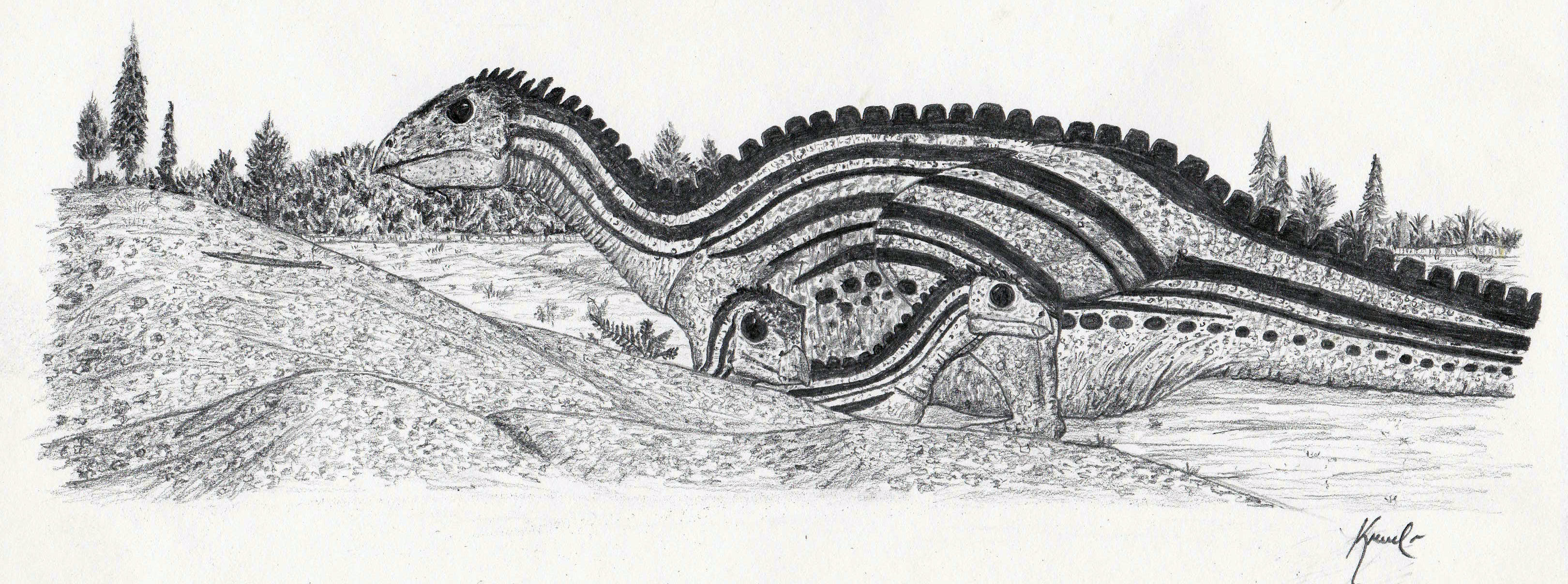
خانواده خارج از سوراخشان

نَقَب‌پیما (به معنی «دونده‌ی نقب‌زن») (به انگلیسی: Oryctodromeus) یک سرده از شگرف‌خزندگان کوچک بوده. فسیل ها از سازند بلک‌لیف کرتاسه میانی جنوب غربی مونتانا و سازند وایان جنوب شرقی آیداهو، ایالات متحده آمریکا، شناخته شده‌اند که هر دو مرحله‌ی از سنومانین، تقریباً 95 میلیون سال پیش بوده اند. نقب‌پیما یکی از اعضای کوچک و احتمالاً سریع خانواده گیاهخوار شگرف‌خزندگان، و اولین دایناسور غیر پرنده منتشر شده است که شواهدی از رفتار نقب‌زنی را نشن می‌دهد.